# Los Arcos (Texas)
Los Arcos es un lugar designado por el censo ubicado en el condado de Webb en el estado estadounidense de Texas. En el Censo de 2010 tenía una población de 127 habitantes y una densidad poblacional de 238,03 personas por km².

## Geografía
Los Arcos se encuentra ubicado en las coordenadas 27°36′52″N 99°12′38″O / 27.61444, -99.21056. Según la Oficina del Censo de los Estados Unidos, Los Arcos tiene una superficie total de 0.53 km², de la cual 0.53 km² corresponden a tierra firme y (0%) 0 km² es agua.

## Demografía
Según el censo de 2010, había 127 personas residiendo en Los Arcos. La densidad de población era de 238,03 hab./km². De los 127 habitantes, Los Arcos estaba compuesto por el 93.7% blancos, el 0% eran afroamericanos, el 0% eran amerindios, el 0% eran asiáticos, el 0% eran isleños del Pacífico, el 6.3% eran de otras razas y el 0% pertenecían a dos o más razas. Del total de la población el 100% eran hispanos o latinos de cualquier raza.